# Американски лозови змии
Американските лозови змии (Oxybelis) са род влечуги от семейство Смокообразни (Colubridae).
Таксонът е описан за пръв път от Йохан Георг Ваглер през 1830 година.

## Видове
- Oxybelis acuminatus
- Oxybelis aeneus – Мексиканска остроглава змия
- Oxybelis brevirostris
- Oxybelis fulgidus – Лъскава остроглава змия
- Oxybelis inkaterra
- Oxybelis koehleri
- Oxybelis microphthalmus
- Oxybelis potosiensis
- Oxybelis rutherfordi
- Oxybelis transandinus
- Oxybelis wilsoni